# Barneys Beach
Barneys Beach – plaża (beach) w kanadyjskiej prowincji Nowa Szkocja, w hrabstwie Halifax, na wschodnim wybrzeżu zatoki St. Margarets Bay (44°33′12″N, 63°56′31″W); nazwa urzędowo zatwierdzona 20 października 1975.